# ルイーナス
ルイーナス（イタリア語: Ruinas）は、イタリア共和国サルデーニャ自治州オリスターノ県にある、人口約700人の基礎自治体（コムーネ）。

## 地理

### 位置・広がり

#### 隣接コムーネ
隣接するコムーネは以下の通り。
- アッライ
- アズーニ
- モゴレッラ
- サムゲーオ
- シアマンナ
- ヴィッラ・サンタントーニオ
- ヴィッラウルバーナ